# Carl Alfred Bäckström
Carl Alfred Bäckström (i riksdagen kallad Bäckström i Uttersberg), född 12 maj 1831 i By församling, Värmlands län, död 22 december 1910 i Stockholm, var en svensk disponent och politiker. 
Bäckström var bruksdisponent vid Bredsjö bruk i Örebro län 1861–1902 och vid Uttersbergs bruk i Västmanland 1873–1902. Han bosatte sig i Värmland 1902. Som riksdagsman var han ledamot av riksdagens första kammare 1880–1889, invald i Västmanlands läns valkrets. I riksdagen var han ledamot i Lagutskottet 1883 och 1884 samt i Bankoutskottet 1886.
Hans son Carl August Bäckström (1866–1947) var militär och har gett ut sina memoarer.